# Včela medonosná egyptská
Včela medonosná egyptská (Apis mellifera lamarckii také nilská) je poddruh včely medonosné vyskytující se v úzkém pásmu podél egyptského údolí Nilu v Egyptě a Súdánu, pojmenovaná po Jean-Baptiste Lamarckovi. Je považována za první domestikovanou včelu medonosnou na světě, 2600 let před naším letopočtem. Bylo to nepochybně plemeno hojně využívané ve včelařství ve starověkém Egyptě. Egypt má v současné době ve včelařství dvě plemena, včelu egyptskou a kraňskou.

## Popis
Je to tmavá včela se žlutým břichem. Rysem včely egyptské je, že nesbírá propolis ani netvoří zimní chomáč, a proto nemusí dobře přezimovat v chladných oblastech s mrazivými teplotami nebo dlouhými zimami. Je považována za agresivní, což je společné většině africkým ras. Má nízké výnosy medu.